# Cửu Châu (Trung Quốc)

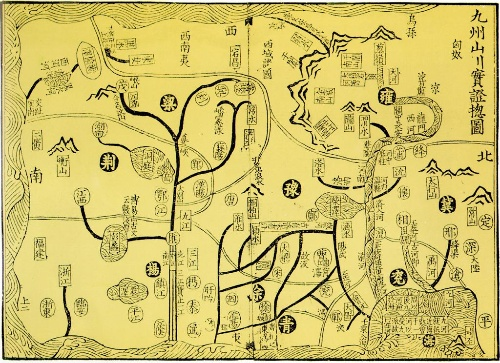
Cửu châu được phác họa trong sách Kinh thư

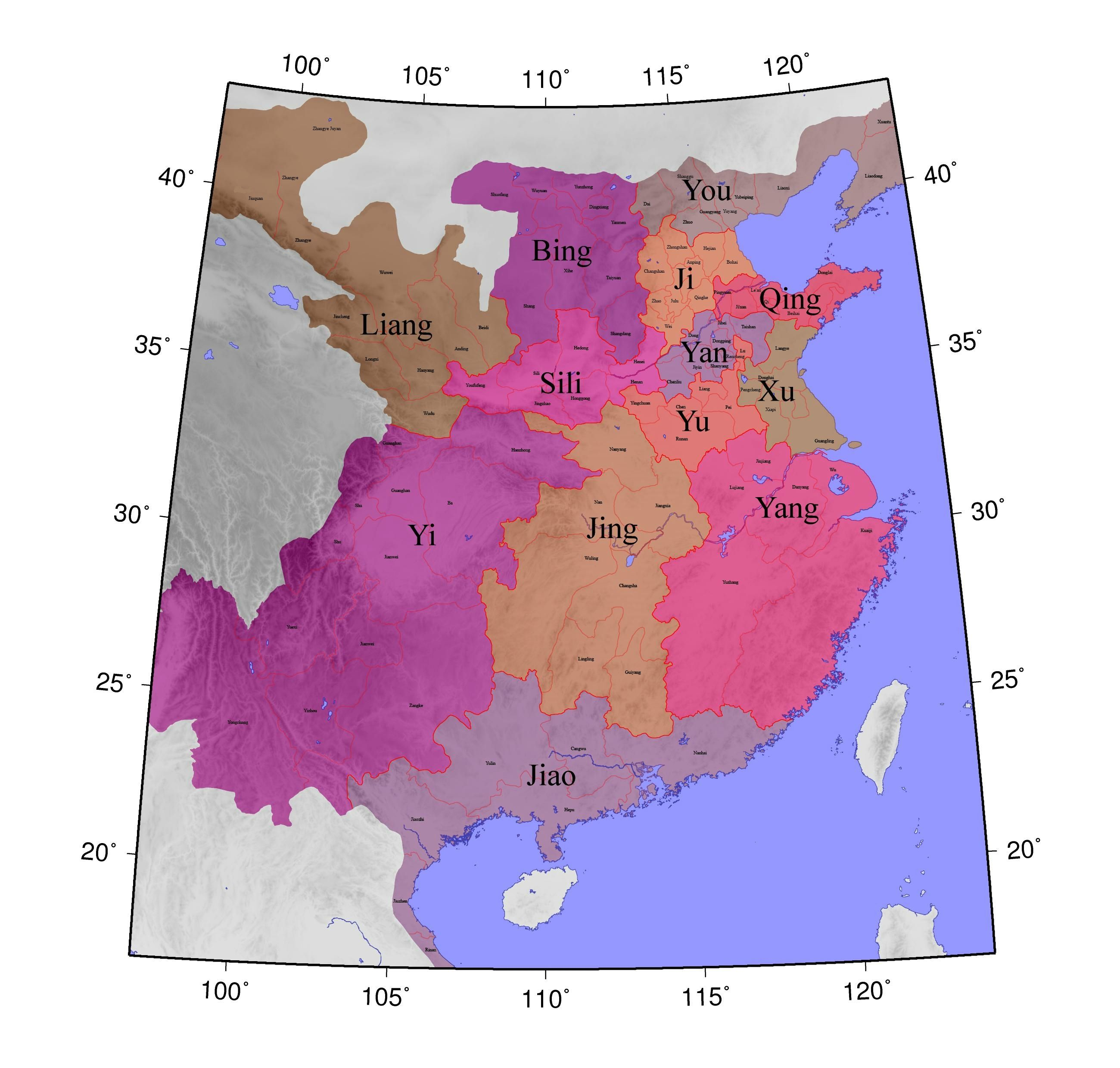
Vị trí của các châu trong bản đồ nhà Đông Hán: Liang - Lương, Yi - Ích, Jiao - Giao, Bing - Tịnh, Sili - Dĩnh, Jing - Kinh, You - U, Ji - Kí, Yan - Duyện, Yu - Dự, Qing - Thanh, Xu - Từ, Yang - Dương

Cửu châu (tiếng Trung: 九州) là đơn vị hành chính trong văn hóa cổ đại Trung Quốc, còn được gọi là thần châu xích huyện (tiếng Trung: 赤縣神州), thập nhị châu (tiếng Trung: 十二州). Địa danh này thường được nhắc đến là khu vực địa lý sinh sống của người Hán. Các sắc tộc khác sống ngoài cửu châu. Trong thời nhà Thanh, Liêu Ninh bị cắt ra khỏi 18 tỉnh nội địa; 18 tỉnh nội địa do triều đình Nhà Thanh quy định là nơi sinh sống của người Hán phân biệt với các khu vực khác do người Mãn, người Tân Cương, người Tây Tạng và các sắc tộc khác sinh sống.
Phạm vi của cửu châu bao gồm "Ngũ nhạc, Ngũ trấn, Tứ độc" (năm núi cao, năm thành và bốn sông). Các khu vực xung quanh khác được gọi "Nam Hạ", "Tây Hạ" chỉ các vùng đất phía nam và tây của Cửu châu.
Cửu châu hướng Đông về phía Đông Hải, bao gồm cả Liêu Đông. Ở phía bắc, sa mạc Gobi và dãy núi Yên Sơn được coi là biên giới giữa sinh sống của người Hán và vùng du mục vùng thảo nguyên. Phía tây giáp Ngọc môn quan và sông Hoàng Thủy về phía đông của hồ Thanh Hải. Tại phía Tây Nam là Ba Thục là khu vực thuộc Amdo và Kham ngày nay. Ở phía nam, trung và hạ lưu của lưu vực sông châu, phía đông sát khu vực Lĩnh Nam của Bách Việt.

## Nguồn gốc

Bản đồ Cửu châu